# Liste de personnalités nées à Volgograd
Personnages célèbres de Volgograd, Russie.

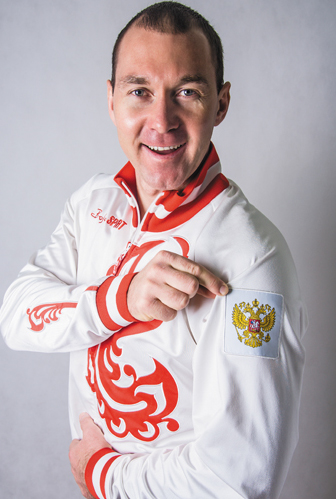
Maksim Opalev (1979)

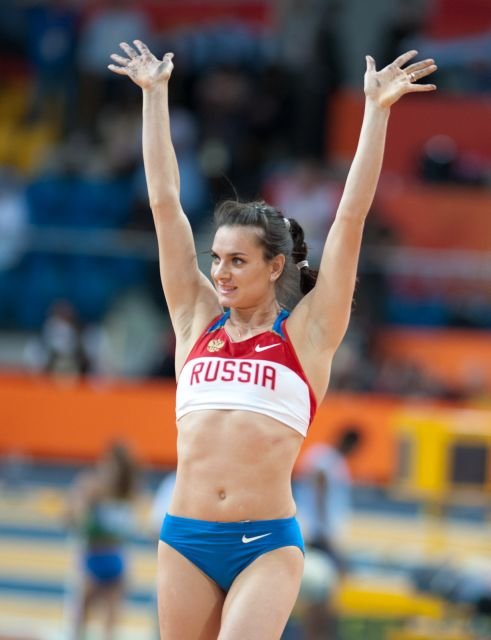
Yelena Isinbayeva (1982)

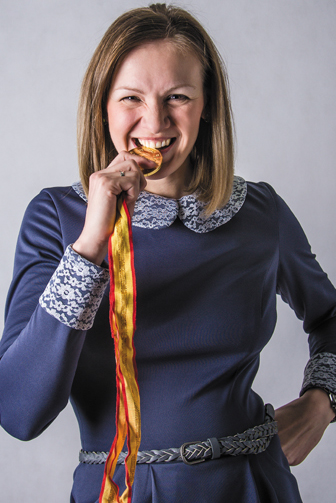
Anna Sedoïkina (1984)

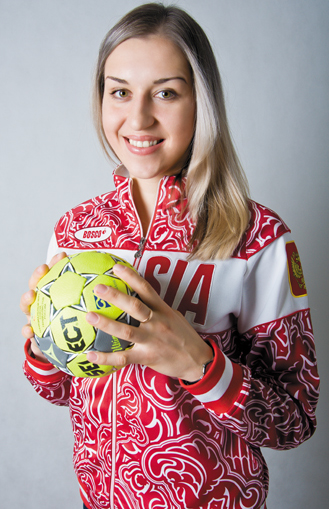
Olga Levina (1985)

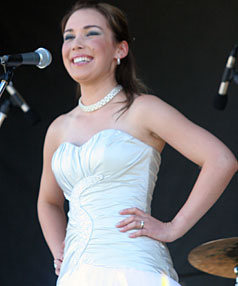
Yulia MacLean (1986)

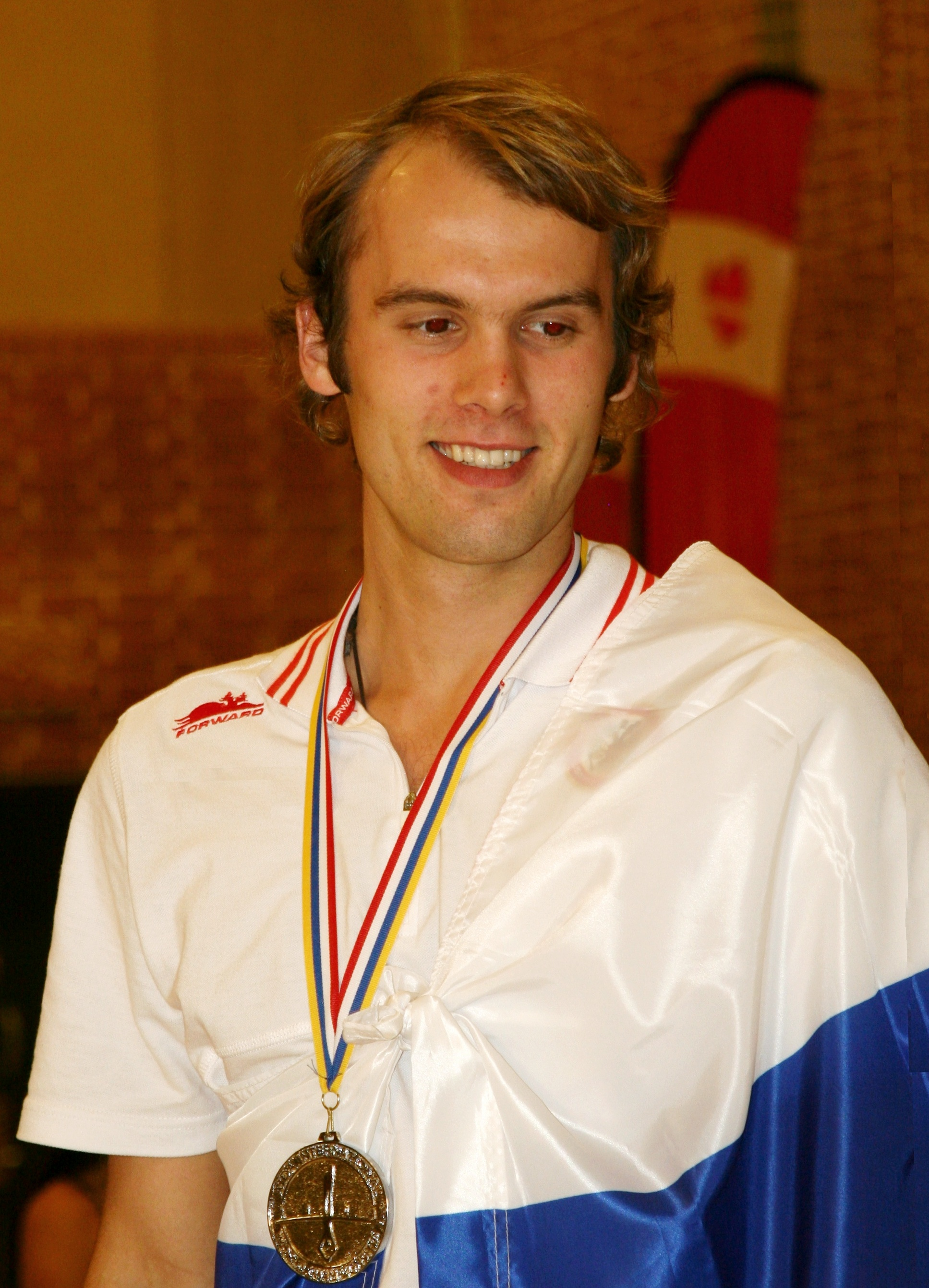
Alexey Molchanov (1987)

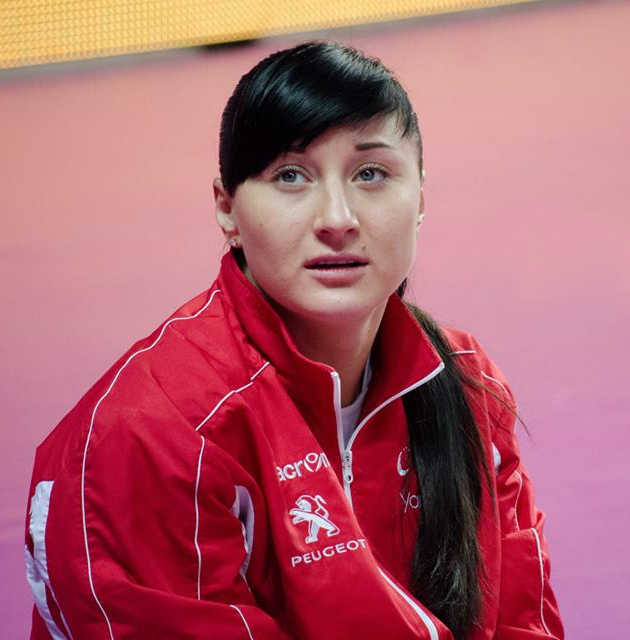
Iekaterina Lioubouchkina (1990)

## XIXesiècle

### 1801–1900
- Valeri Beboutov (1885–1961), metteur en scène russe et soviétique, professeur d'art dramatique

## XXesiècle

### 1901–1950
- Pavel Serebriakov (1909–1977), pianiste et professeur russe.
- Vladimir Krioutchkov (1924–2007), politicien soviétique.
- Sasha Filippov (1925–1942), espion de l'Armée rouge lors de la Bataille de Stalingrad.
- Elem Klimov (1933–2003), réalisateur soviétique et russe.
- Valeria Zaklounna-Mironenko, actrice et politicienne.

### 1951–1970
- Vladimir Arzamaskov (1951–1986), joueur soviétique de basket-ball
- Eleonora Mitrofanova (1953), présidente du Conseil executif de l'UNESCO (2009–2011)
- Alexandre (1957), primat de l'Église vieille-orthodoxe russe
- Vasiliy Sidorenko (1961), athlète russe spécialiste du lancer du marteau
- Oleg Grebnev (1968), joueur de handball Soviétique puis russe
- Svetlana Priakhina (1970), handballeuse internationale soviétique puis russe

### 1971–1980
- Svetlana Pankratova (1971), mannequin russe
- Leonid Sloutski (1971), entraîneur de football et ancien footballeur russe
- Anton Yudin (1972), joueur et entraîneur russe de basket-ball
- Denis Pankratov (1974), nageur soviétique et russe
- Sergueï Pogorelov (1974), joueur de handball russe
- Roman Grebennikov (1975), homme politique russe
- Julia Batinova (1977), actrice d'origine russe vivant à Genève en Suisse
- Ioulia Ivanova (1977), gymnaste rythmique russe
- Elena Krivochei (1977), gymnaste rythmique russe
- Maksim Marinin (1977), patineur artistique russe
- Olga Chtyrenko (1977), gymnaste rythmique russe
- Natalia Chipilova (1979), handballeuse russe
- Albina Djanabaïeva (1979), chanteuse du groupe VIA Gra
- Maksim Opalev (1979), céiste russe pratiquant la course en ligne

### 1981–1990
- Anna Chapman (1982), femme d'affaires russe impliquée dans un programme d'espionnage pour le compte du service des renseignements extérieurs de la fédération de Russie
- Alexandre Gorbatikov (1982), joueur de handball russe
- Yelena Isinbayeva (1982), athlète russe pratiquant le saut à la perche
- Yelena Slesarenko (1982), athlète russe pratiquant le saut en hauteur
- Sergueï Strukov (1982), footballeur russe
- Sasha Marianna Salzmann (1984), dramaturge allemande
- Anna Sedoïkina (1984), joueuse de handball russe
- Olga Levina (1985), joueuse internationale russe de handball
- Olga Kucherenko (1985), athlète russe spécialiste du saut en longueur
- Yulia MacLean (1986), chanteuse russe
- Mikhail Kukushkin (1987), joueur de tennis professionnel kazakh
- Ekaterina Leonova (1987), danseuse et mannequin russe
- Alexey Molchanov (1987), champion russe d'apnée, 5 fois vice champion du monde, et recordman du monde
- Denis Birioukov (1988), joueur russe de volley-ball
- Larisa Ilchenko (1988), nageuse russe spécialiste des épreuves de nage en eau libre
- Sergey Perunin (1988), nageur russe spécialiste des épreuves de nage libre
- Tatiana Khmirova (1990), joueuse internationale russe de handball
- Iekaterina Lioubouchkina (1990), joueuse de volley-ball russe

### 1991–2000
- Oleg Li (1991), joueur professionnel de hockey sur glace russe
- Ilya Shkurenyov (1991), athlète russe, spécialiste des épreuves combinées
- Polina Favorskaya (1991), chanteuse du groupe Serebro
- Natalia Malykh (1993), joueuse de volley-ball russe
- Polina Vedekhina (1994), joueuse russe de handball
- Anna Vyakhireva (1995), joueuse internationale russe de handball